# Шашаварлия
Шашаварлия (на македонска литературна норма: Шашаварлија) е село в Община Щип, Северна Македония.

## География
Селото е разположено в западната част на Плачковица на 8 километра от град Щип.

## История
В XIX век Шашаварлия е турско село в Щипска кааза на Османската империя. Според статистиката на Васил Кънчов („Македония. Етнография и статистика“) от 1900 година Шашаварлия има 730 жители, всички турци.
Според Димитър Гаджанов в 1916 година в Шахшаварлъ живеят 541 турци.
След Междусъюзническата война в 1913 година селото остава в Сърбия.